# James Charles
James Charles Dickinson (Bethlehem, 23 maggio 1999) è uno youtuber, truccatore, influencer e imprenditore statunitense.

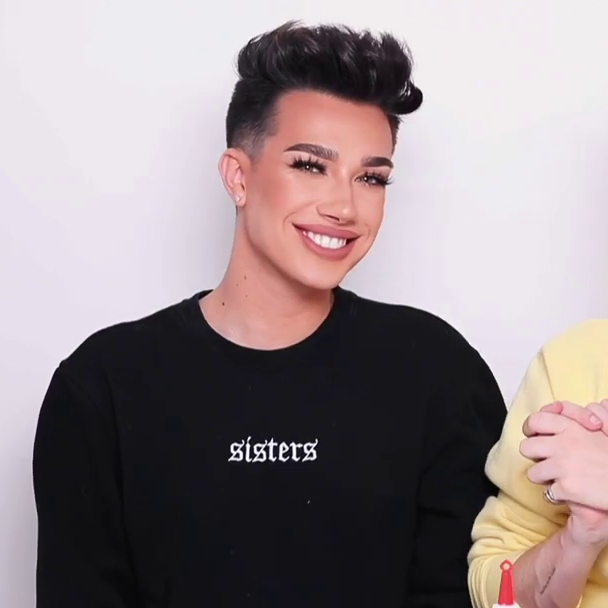
James Charles nel 2019

Charles nasce a Bethlehem e conclude i suoi studi nella scuola della città. Il suo introito annuo del 2019 è stato stimato per 12 milioni di dollari.

## Carriera
James Charles è divenuto popolare a livello mondiale grazie al suo canale YouTube, dove tratta principalmente di trucco e di stile di vita. Aperto nel dicembre 2015, a gennaio 2021 conta più di 25 milioni di iscritti.
L'11 ottobre 2016, a 17 anni, fu il primo personaggio di sesso maschile a divenire ambassador per il marchio di cosmetici CoverGirl, lavorando accanto a celebrità come Katy Perry.
Nel gennaio 2019, fu invitato come ospite a Birmingham, Inghilterra per inaugurare un negozio della grande catena di cosmetici Morphe. Inoltre, Charles, ha svolto un giro internazionale di 23 date (Sister Tour) spostandosi tra vari punti vendita Morphe. Questo viaggio fu parzialmente cancellato per motivi personali.
Nel marzo dello stesso anno, Charles ha truccato la rapper australiana Iggy Azalea per il servizio fotografico per il singolo Sally Walker. Charles ha anche fatto un'apparizione cameo nel videoclip del singolo.
Ha collaborato con diverse celebrità nei video che pubblica settimanalmente su YouTube come Kim Kardashian, Kylie Jenner, Doja Cat, Jeffree Star, NikkieTutorials, Kesha, Madison Beer e Maddie Ziegler.
Nell'aprile 2020, è stata confermata la webserie  a premi, Instant Influencer, ideata e presentata da Charles con ospiti come Paris Hilton e Trixie Mattel.
All’inizio di novembre 2020, l’artista ha reso pubblica la sua prima copertina sulla rivista di moda Vogue, in particolare Vogue Portugal.

## Discografia

### Singoli

#### Come artista ospite
- 2019 – Sorry Not Sorry/Give Your Heart a Break/Heart Attack/Neon Lights/Skyscraper/This Is Me/Get Back (Cimorelli feat. James Charles)[10]
- 2019 – Never Enough (Cimorelli feat. James Charles)
- 2019 – Easier (Cimorelli feat. James Charles)

## Filmografia

### Televisione e serie tv
| Anno | Titolo                   | Ruolo     | Note                     |
| ---- | ------------------------ | --------- | ------------------------ |
| 2016 | The Ellen Degeneres Show | Sé stesso |                          |
| 2020 | Instant Influencer       | Sé stesso | presentatore; 1 stagione |

### Video musicali
| Anno | Titolo                      | Ruolo     | Note              |
| ---- | --------------------------- | --------- | ----------------- |
| 2019 | Sally Walker di Iggy Azalea | Sé stesso | apparizione cameo |

## Tournée

### Tour come Influencer
- Sister Tour[11] (2019)

## Moda

### Sister Apparel
Sister Apparel è il sito web dove viene venduto il merchandising dell’artista. Vengono venduti anche svariati accessori.
Nel 2019, Charles ha aperto un negozio fisico temporary store dentro al centro commerciale Pacific Fair nella Gold Coast, in Australia dove vendeva il suo merchandising e la palette di ombretti creata in collaborazione con Morphe.
Per il lancio della collezione SisterLand del 2020, il sito ha fatto completo sold-out pochi minuti dopo il rilascio.

## Controversie

### Tweet sull'ebola
Charles nel febbraio 2017 pubblicò un tweet sul social Twitter che l'opinione pubblica ritenne offensivo. Difatti Charles estremizzò la questione Ebola nella zona dell'Africa, dicendo che era impaurito per l'imminente viaggio in Africa dove avrebbe potuto contrarre la malattia. Successivamente alla pioggia di critiche ricevute, Charles si scusò dicendo che nessuno avrebbe potuto giustificare il suo pessimo comportamento e che questo avvenimento gli sarà da lezione per la vita.

### Controversia con Tati Westbrook
Il 10 maggio 2019, la YouTuber statunitense Tati Westbrook, amica storica di Charles, pubblicò sul suo canale YouTube un lungo video intitolato BYE SISTER dove attaccava duramente Charles, accusandolo di essere sleale e di aver manipolato sessualmente dei ragazzi eterosessuali usando il suo potere, fama e soldi per ottenere delle prestazioni sessuali da loro. In seguito a questo video, Charles iniziò a perdere parte del suo seguito, difatti in 24 ore perse più di un milione di iscritti dal suo canale YouTube che al tempo contava circa 16,5 milioni di iscritti.
Il giorno successivo, James Charles, caricò sul suo canale YouTube un breve video risposta intitolato Tati dove si scusava per l'accaduto in lacrime. Tale video venne rimosso nel breve termine. Nei giorni successivi, dopo una totale assenza dai social, Charles pubblicò sul suo canale YouTube un nuovo video della durata di circa 40 minuti in cui smentiva tutto ciò che Westbrook gli riversò contro, con delle prove oggettive come screenshot di chat e fotografie. In poco tempo riguadagnò i suoi iscritti ed inizio la discesa di iscrizioni per Westbrook ritenuta falsa. L'accaduto viene spesso considerato uno degli episodi di cancel culture più noti della cultura pop.